# Norra Idvattensjön
Norra Idvattensjön är en sjö i Åsele kommun i Lappland och ingår i Ångermanälvens huvudavrinningsområde. Sjön har en area på 0,672 kvadratkilometer och ligger 328,2 meter över havet.

## Delavrinningsområde
Norra Idvattensjön ingår i det delavrinningsområde (711152-157886) som SMHI kallar för Utloppet av Östra Idvattensjön. Medelhöjden är 356 meter över havet och ytan är 21,47 kvadratkilometer. Det finns inga avrinningsområden uppströms utan avrinningsområdet är högsta punkten. Idvattenbäcken som avvattnar avrinningsområdet har biflödesordning 3, vilket innebär att vattnet flödar genom totalt 3 vattendrag innan det når havet efter 203 kilometer. Avrinningsområdet består mestadels av skog (86 procent). Avrinningsområdet har 2,45 kvadratkilometer vattenytor vilket ger det en sjöprocent på 11,4 procent.